# Apanteles impiger
Apanteles impiger är en stekelart som beskrevs av Muesebeck 1958. Apanteles impiger ingår i släktet Apanteles och familjen bracksteklar. Inga underarter finns listade i Catalogue of Life.